# Papillon (bog)
|  | For andre betydninger, se Papillon |
Papillon er en autentisk historie om en mand der uskyldig sendes til Djævleøen og flygter gang på gang.
Bogen er filmatiseret med Steve McQueen og Dustin Hoffman i hovedrollerne.
| Bog | Spire Denne artikel om bøger og tidsskrifter er en spire som bør udbygges. Du er velkommen til at hjælpe Wikipedia ved at udvide den. |